# Stary Browar (Poznań)
Stary Browar – centrum handlu i sztuki otwarte 5 listopada 2003, położone w centrum Poznania przy ulicy Półwiejskiej 42. Pierwotnym właścicielem była Grażyna Kulczyk, od 2015 należy do funduszu Deutsche Asset & Wealth Management, który przekształcił się w Deutsche Asset Management.

## Opis ogólny
Jest połączeniem obiektu handlowego oraz galerii artystycznej. Taka dwojaka funkcja wiąże się z realizacją idei „50:50” Grażyny Kulczyk, zgodnie z którą 50% przedsięwzięcia stanowi biznes, a drugie 50% poświęcone jest sztuce.
Sąsiaduje z kompleksem 2 poznańskich wieżowców klasy A – Poznań Financial Centre (2001) i Andersia Tower (2007). Łączna powierzchnia całkowita to ok. 130 000 m². W Starym Browarze znajduje się około 210 punktów handlowych i gastronomicznych. Budynek został zaprojektowany na bazie poprzemysłowego zabytku – dawnego Browaru Huggerów – przez Studio ADS, inwestorem była firma Fortis należąca do Grażyny Kulczyk. Wystrój pasaży zaprojektował scenograf Ryszard Kaja.

## Rozbudowa Starego Browaru

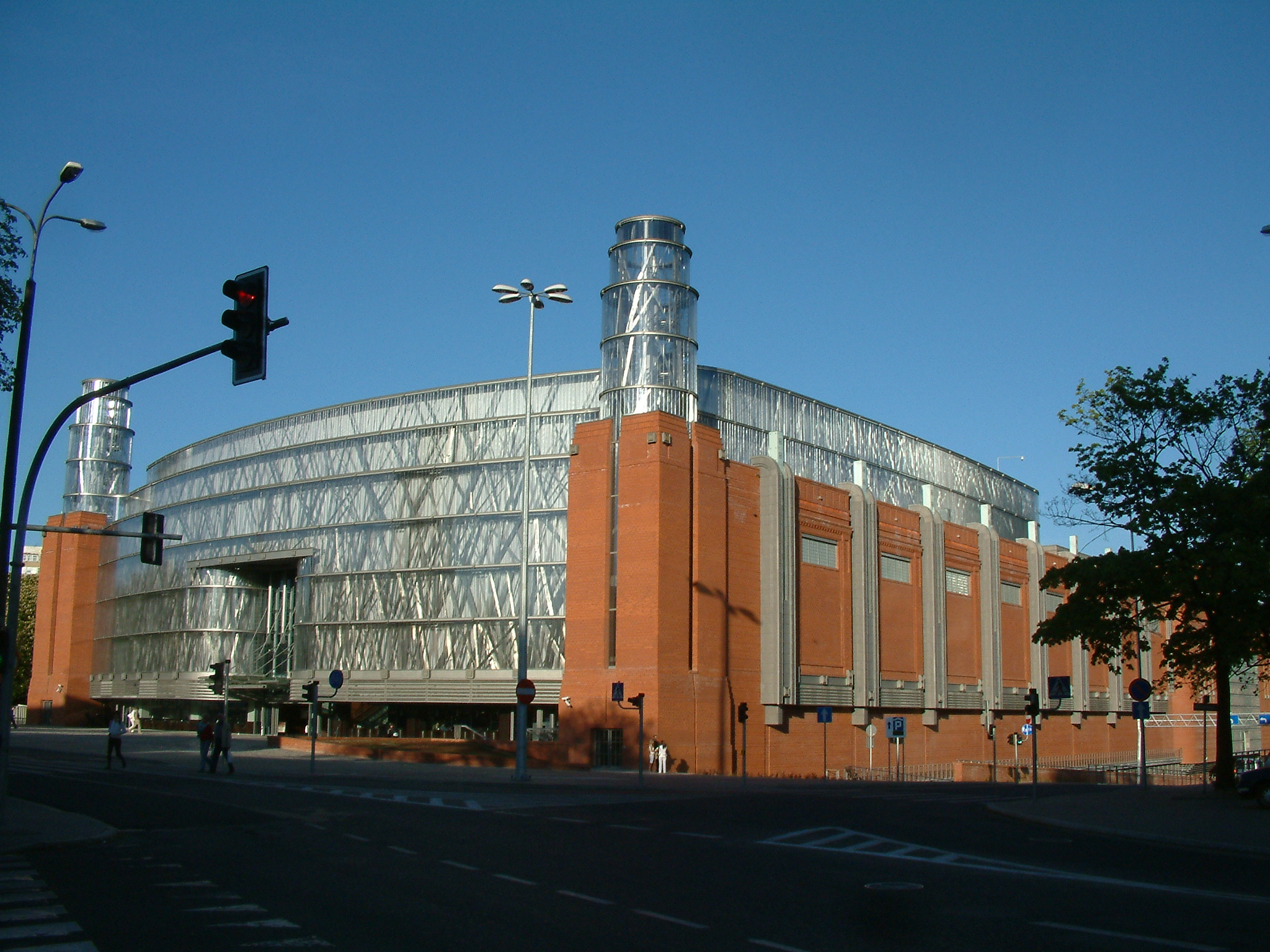
Wejście do nowego skrzydła Starego Browaru

Nowe skrzydło Starego Browaru – wielkością zbliżone do już istniejącego – o powierzchni ponad 65 tysięcy metrów kwadratowych zostało otwarte 11 marca 2007. Nowa część posiada sześć kondygnacji (w tym trzy podziemne) – każda ponad 8 tysięcy metrów kwadratowych. Znajdują się w niej sklepy, biura i „rodzinne centrum rozrywki”. Pod budynkiem ulokowany został parking dla 1200 samochodów. Dziedziniec między obiema częściami Starego Browaru został przeszklony, dzięki czemu jest użytkowany także w okresie zimowym.
Integralną część kompleksu stanowi eksperymentalny hotel – galeria: Blow Up Hall 50 50. W Starym Browarze mieści się też siedziba Art Stations Foundation.

## Nagrody

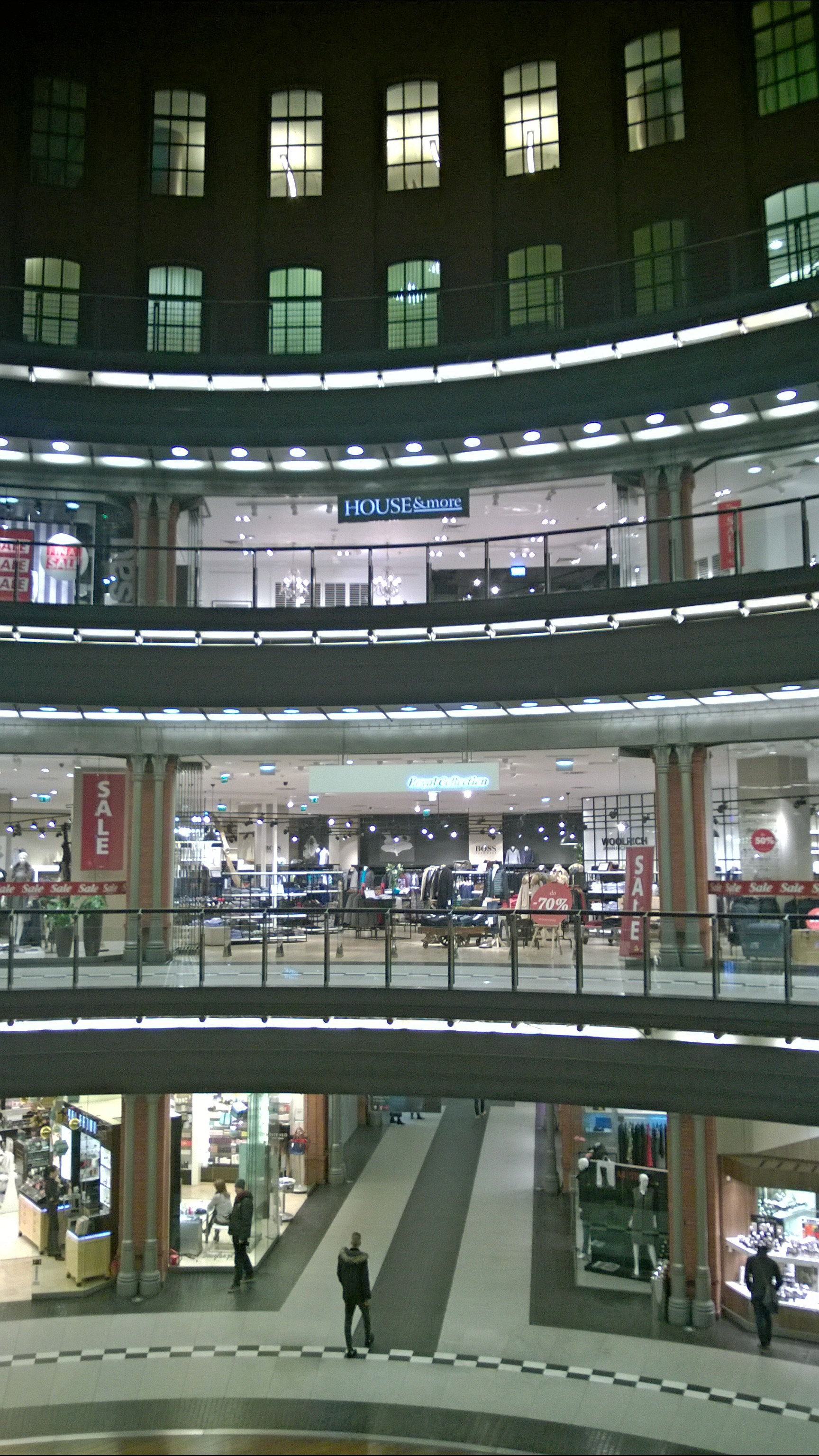
Stary Browar wnętrze

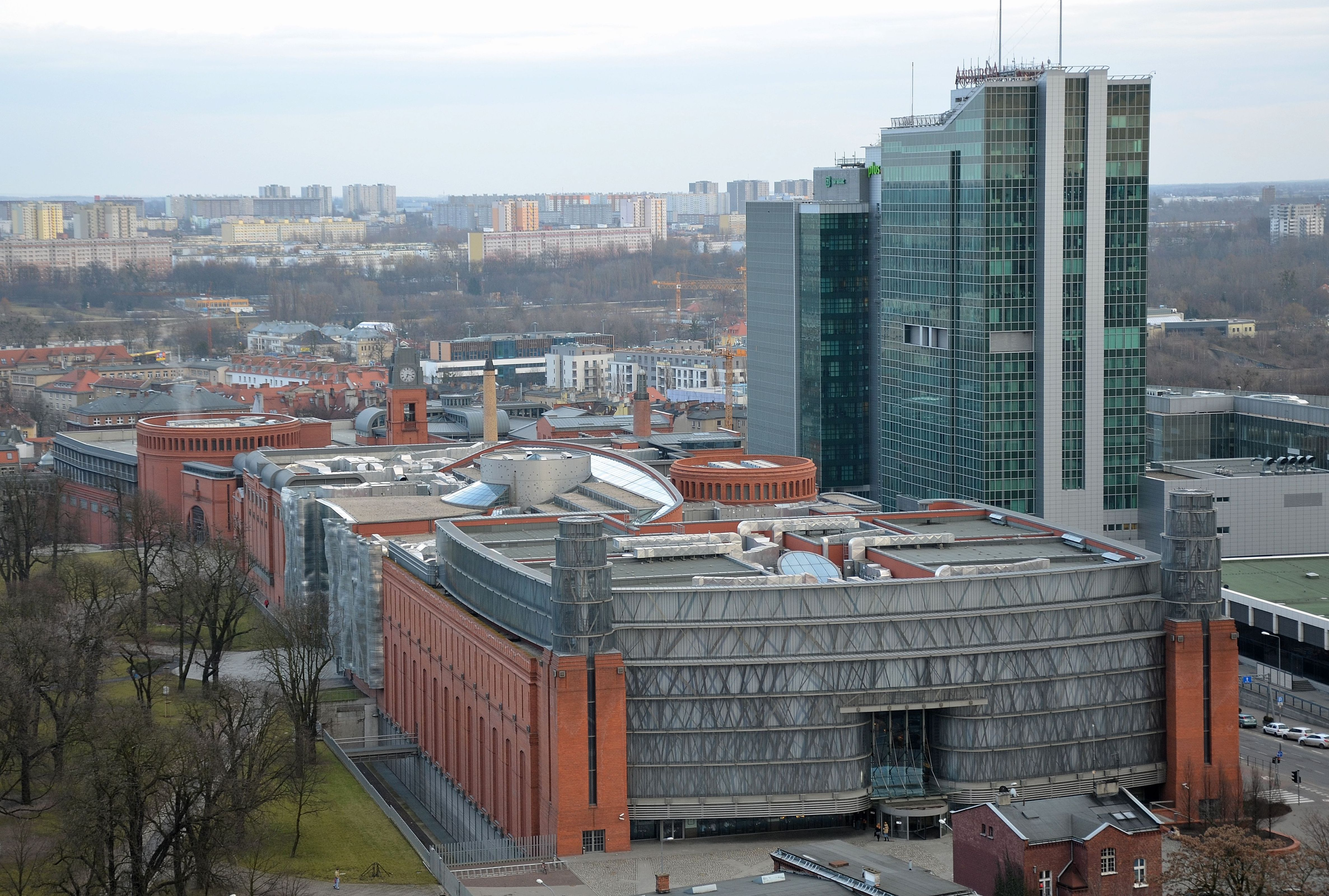
Stary Browar widziany z Collegium Altum (za nim Andersia Tower, Poznań Financial Centre i Nowe Miasto)

- Złoty Ołówek 2003 w konkursie architektonicznym Radia Merkury i Głosu Wielkopolskiego[6].
- W 2004 roku Stary Browar otrzymał nagrodę im. Jana Baptysty Quadro, jako najlepszy budynek postawiony w 2003 roku w Poznaniu. Nagrodę odebrali architekci budynku: Piotr Barełkowski i Przemysław Borkowicz, reprezentujący Studio ADS Sp. z o.o[7]. W 2008 ponownie wręczono nagrodę im. Jana Baptysty Quadro za najlepiej zaprojektowany i zrealizowany obiekt architektoniczny w 2007 w Poznaniu. Została nagrodzona realizacja projektu II etapu centrum kulturalno-handlowego Stary Browar, tzw. nowego skrzydła, z wejściem od strony ul. Franciszka Ratajczaka[8].
- Międzynarodowej Rady Centrów Handlowych (ICSC – The International Council of Shopping Centers) dla Najlepszego Centrum Handlowego na Świecie w kategorii obiektów handlowych średniej wielkości. Nagroda przyznana 9 grudnia 2005 podczas uroczystej gali w Phoenix w Arizonie[9].
- Międzynarodowej Rady Centrów Handlowych dla Najlepszego Centrum Handlowego w Europie w kategorii obiektów handlowych średniej wielkości.
- Stary Browar został uznany za jedną z 20 ikon architektury, które powstały po 1989. Wystawa nosząca tytuł „Polska. Ikony architektury” była prezentowana w Centrum Sztuki Współczesnej w Zamku Ujazdowskim w Warszawie[10].
- Stary Browar otrzymał pierwsze miejsce w III konkursie „Orły Refe 2005” we Wrocławiu i został uznany za najlepszą inwestycję w kategorii obiektów komercyjnych.
- W Amsterdamie 2008 roku, Stary Browar 50 50 został wybrany przez Międzynarodową Radę Centrów Handlowych (ICSC) jako najlepsze centrum handlowe w Europie w kategorii Extensions/Refurbishments.
- Rok 2008 przyniósł Staremu Browarowi po raz kolejny, tytuł najlepszego Centrum Handlowego na świecie z ramienia Międzynarodowej Rady Centrów Handlowych (ICSC)[7].
- W roku 2009, tytułem „Doskonałość Mody 2009” z ramienia magazynu Twój Styl, wyróżniona została III edycja Art & Fashion Festival w Starym Browarze[7].
- W 2011 roku, Stary Browar i hotel Blow Up Hall, razem z warszawską agencją Slick Design Roberta Mendla, otrzymały 2 nagrody za identyfikację wizualną. Pierwsza z nich wręczona została za system komunikacyjny Starego Browaru, druga zaś za brand book hotelu[7].
- National Geographic Traveler w 2012 nagrodził Stary Browar jako zwycięzcę plebiscytu 7 Nowych Cudów Polski[11].
- Prime Property Prize Wielkopolska 2013 – nagroda dla najlepszego centrum handlowego przyznana decyzją kolegium redakcyjnego, Członków Forum Ekspertów oraz głosami Czytelników portalu propertynews.pl[12].
- W 2013 w Londynie podczas Europejskiej Konferencji Marketingowej ICSC, Stary Browar został uhonorowany statuetką Silver Solal Marketing Award w kategorii Cause Related Marketing, za realizowany w latach 2010–2012 projekt „Święta w Starym Browarze – tradycja jest sztuką”[12][13].
- Jedna z Top Inwestycji Komercyjnych w Przestrzeni Miejskiej w 2013.
- W maju 2015 zespół marketingu Starego Browaru otrzymał nagrodę Klubu Twórców Reklamy w kategorii Design, za wielomiesięczną akcję kulinarną Food Project by Stary Browar[14][15].
- 27 stycznia 2017 roku Stary Browar otrzymał nagrodę Twojego Stylu „Doskonałość Mody 2016” w kategorii Wydarzenie Roku, którym wybrany został Klub Starego Browaru[16].
- W 2017 Stary Browar został doceniony przez Akademickie Inkubatory Przedsiębiorczości, otrzymując nagrodę „Start Up Friendly”[17].
- W maju 2017 roku, zespół marketingu Starego Browaru został wyróżniony prestiżową nagrodą Klubu Twórców Reklamy w kategorii Design, Identyfikacja Wizualna, Drukowane Materiały Promocyjne, za długofalowy projekt „Lato w mieście by Stary Browar” 2016[18].

## Kontrowersje
- W marcu 2008 Sąd okręgowy uznał prezydenta Poznania Ryszarda Grobelnego winnym narażenia budżetu miasta na 7 mln złotych straty[19] tytułem sprzedaży gruntów pod budowę Starego Browaru. Według prokuratury teren był wart ponad 13 mln złotych[19]. Urzędnicy podlegli prezydentowi sprzedali działkę pod inwestycję o charakterze parku bez wspomnienia, że chodzi o centrum handlowe. Wyrok został uchylony przez Sąd Apelacyjny w dniu 27 listopada 2008, a sprawa trafiła do ponownego rozpatrzenia w sądzie pierwszej instancji[20]. W czerwcu 2013 Ryszard Grobelny został prawomocnie oczyszczony z zarzutów działania na szkodę miasta przez Poznański Sąd Apelacyjny[21].
- Tadeusz Dziuba, wojewoda wielkopolski, twierdzi, że nowe skrzydło Starego Browaru wybudowano naruszając przepisy administracyjne[22].